# Лозница
Лозница је градско насеље и седиште истоимене територијалне јединице у Србији. Припада Мачванском управном округу и Шумадији и западној Србији. Према попису из 2022. било је 19.515 становника, док је на територији која припада граду Лозници живело 72.062 становника.

## Географски положај
Лозница је град на западу Србије, у близини границе са Босном и Херцеговином. Кроз град протиче речица Штира која се пар километара даље улива у Дрину. Лозница се налази на надморској висини од 142  у подножју планине Гучево.
Овај град је на средини пута од Тузле до Ваљева и близу средине пута од Београда до Сарајева. Друмом од Београда удаљен је 145 , 136  од Новог Сада, 75  од Ваљева, 53  од Шапца и 6  од Бање Ковиљаче. У изградњи је пруга Ваљево—Лозница.

## Клима
Метеоролошка станица у Лозници (44°33’ сгш 19°14’ игд) сакупља податке о времену од 1901. У Лозници влада умерено-континентална клима.
Максимална икад забележена температура била је 42,3 °C 24. јула 2007, а најнижа -25,4 °C 24. јануара 1963. Максимална количина падавина регистрована је 20. јуна 1956. и износила је 100,7 . Највећа дебљина снежног покривача износила је 69 , 13. и 14. фебруара 1984.
| Клима Лозница (1991–2020, екстреми 1961–2020)    | Клима Лозница (1991–2020, екстреми 1961–2020) | Клима Лозница (1991–2020, екстреми 1961–2020) | Клима Лозница (1991–2020, екстреми 1961–2020) | Клима Лозница (1991–2020, екстреми 1961–2020) | Клима Лозница (1991–2020, екстреми 1961–2020) | Клима Лозница (1991–2020, екстреми 1961–2020) | Клима Лозница (1991–2020, екстреми 1961–2020) | Клима Лозница (1991–2020, екстреми 1961–2020) | Клима Лозница (1991–2020, екстреми 1961–2020) | Клима Лозница (1991–2020, екстреми 1961–2020) | Клима Лозница (1991–2020, екстреми 1961–2020) | Клима Лозница (1991–2020, екстреми 1961–2020) | Клима Лозница (1991–2020, екстреми 1961–2020) |
| Показатељ \ Месец                                | .Јан.                                         | .Феб.                                         | .Мар.                                         | .Апр.                                         | .Мај.                                         | .Јун.                                         | .Јул.                                         | .Авг.                                         | .Сеп.                                         | .Окт.                                         | .Нов.                                         | .Дец.                                         | .Год.                                         |
| ------------------------------------------------ | --------------------------------------------- | --------------------------------------------- | --------------------------------------------- | --------------------------------------------- | --------------------------------------------- | --------------------------------------------- | --------------------------------------------- | --------------------------------------------- | --------------------------------------------- | --------------------------------------------- | --------------------------------------------- | --------------------------------------------- | --------------------------------------------- |
| Апсолутни максимум, °C (°F)                      | 21,6 (70,9)                                   | 25,6 (78,1)                                   | 30,2 (86,4)                                   | 32,0 (89,6)                                   | 36,0 (96,8)                                   | 37,3 (99,1)                                   | 42,3 (108,1)                                  | 41,0 (105,8)                                  | 39,0 (102,2)                                  | 31,7 (89,1)                                   | 29,1 (84,4)                                   | 26,4 (79,5)                                   | 42,3 (108,1)                                  |
| Максимум, °C (°F)                                | 5,7 (42,3)                                    | 8,4 (47,1)                                    | 13,4 (56,1)                                   | 18,6 (65,5)                                   | 23,2 (73,8)                                   | 26,8 (80,2)                                   | 28,8 (83,8)                                   | 29,2 (84,6)                                   | 24,0 (75,2)                                   | 18,9 (66)                                     | 12,6 (54,7)                                   | 6,5 (43,7)                                    | 18,0 (64,4)                                   |
| Просек, °C (°F)                                  | 1,4 (34,5)                                    | 3,2 (37,8)                                    | 7,5 (45,5)                                    | 12,4 (54,3)                                   | 17,1 (62,8)                                   | 20,9 (69,6)                                   | 22,5 (72,5)                                   | 22,2 (72)                                     | 17,2 (63)                                     | 12,3 (54,1)                                   | 7,3 (45,1)                                    | 2,5 (36,5)                                    | 12,2 (54)                                     |
| Минимум, °C (°F)                                 | −1,8 (28,8)                                   | −0,8 (30,6)                                   | 2,6 (36,7)                                    | 6,8 (44,2)                                    | 11,4 (52,5)                                   | 15,2 (59,4)                                   | 16,5 (61,7)                                   | 16,4 (61,5)                                   | 12,1 (53,8)                                   | 7,7 (45,9)                                    | 3,6 (38,5)                                    | −0,6 (30,9)                                   | 7,4 (45,3)                                    |
| Апсолутни минимум, °C (°F)                       | −25,4 (−13,7)                                 | −20,6 (−5,1)                                  | −15,5 (4,1)                                   | −5,4 (22,3)                                   | −0,7 (30,7)                                   | 4,1 (39,4)                                    | 7,7 (45,9)                                    | 5,0 (41)                                      | −0,1 (31,8)                                   | −4,6 (23,7)                                   | −13,4 (7,9)                                   | −17,6 (0,3)                                   | −25,4 (−13,7)                                 |
| Количина падавина, mm (in)                       | 63,0 (2,48)                                   | 54,5 (2,146)                                  | 65,0 (2,559)                                  | 63,4 (2,496)                                  | 90,9 (3,579)                                  | 107,2 (4,22)                                  | 80,4 (3,165)                                  | 69,9 (2,752)                                  | 71,2 (2,803)                                  | 74,1 (2,917)                                  | 68,8 (2,709)                                  | 71,7 (2,823)                                  | 880,1 (34,65)                                 |
| Дани са падавинама (≥ 0.1 mm)                    | 14,1                                          | 12,8                                          | 12,2                                          | 12,8                                          | 14,0                                          | 13,2                                          | 10,9                                          | 8,6                                           | 10,8                                          | 11,0                                          | 12,2                                          | 13,8                                          | 146,4                                         |
| Дани са снегом                                   | 7,7                                           | 6,6                                           | 3,7                                           | 0,7                                           | 0,0                                           | 0,0                                           | 0,0                                           | 0,0                                           | 0,0                                           | 0,1                                           | 2,5                                           | 5,8                                           | 27,1                                          |
| Релативна влажност, %                            | 82,9                                          | 77,1                                          | 69,7                                          | 67,8                                          | 69,3                                          | 69,7                                          | 68,1                                          | 69,0                                          | 74,5                                          | 79,2                                          | 81,6                                          | 83,5                                          | 74,4                                          |
| Сунчани сати — месечни просек                    | 65,0                                          | 90,8                                          | 148,3                                         | 184,8                                         | 227,4                                         | 254,3                                         | 295,9                                         | 283,0                                         | 194,7                                         | 147,7                                         | 84,8                                          | 54,4                                          | 2.031,1                                       |
| Извор: Републички хидрометеоролошки завод Србије |                                               |                                               |                                               |                                               |                                               |                                               |                                               |                                               |                                               |                                               |                                               |                                               |                                               |

## Историја
О насељености овог краја, још од праисторије, сведоче многи археолошки налази. Од око 900. до 300. године старе ере, ову област насељавали су Илири. Најстарије насеље Ad Drinum потиче из римског доба.
Насеље на месту данашње Лознице први пут се помиње у повељи краља Милутина с почетка 14. века, а као паланка већ 1717. године. Име је вероватно дошло од речи лозица због великог броја винограда.
У време Првог српског устанка у Лозници је био војвода Анта Богићевић који је водио Бој на Лозници, што је опевао Филип Вишњић. Овде је била Опсада Лознице (1813). Као град насеље Лозница формирало се 1834. године, годину дана после припајања Кнежевини Србији. Поред мушке основне школе која с прекидима ради од 1795. године, 1858. године добија и женску, а непотпуну Гимназију 1871. године. Већ 1888. године Лозница има новчани завод, штедионицу, суд, болницу.
Током Првог светског рата, од 16. до 20. августа 1914. надомак Лознице је вођена Церска битка, у којој је српска војска поразила аустроугарску. Друга битка у овом крају у Првом светском рату крају била битка на Мачковом камену, од 18. до 23. септембра 1914. Колубарска битка, трећа битка у овом крају је започела аустроугарском офанзивом 6. октобра 1914. општим нападом на Другу армију која је држала положаје у доњем Јадру и Мачви. У биткама на Гучеву и Дрини после великих губитака српска војска се повукла на Колубару. Лозница је ослобођена 2. новембра 1918. године.
Стварањем Краљевина СХС из основа се променио положај Јадра. Од пограничног краја постао је срез дубоко у унутрашњости нове државе. Миран живот становника Лознице прекинуо је Други светски рат. Четници су ослободили Лозницу 31. августа 1941. Окупатор је поново заузео Лозницу, а октобра 1941. у Драгинцу су у знак одмазде стрељали 2.960 људи, жена и деце. Лозница је ослобођена 23. септембра 1944. године. После ослобођења 1944. године Лозница је имала око 3.000 становника. Према последњем попису из 1991. године у лозничкој општини је у 54 насељена места живело 87.658 становника. Сам град те године имао је 18.826 становника, а са приградским насељима Клупцима, Крајишницима и Лозничким Пољем непуне 34.000. Лозница је за време протеклих ратова на простору бивше Југославије била транзитна станица и уточиште избеглим и унесрећеним људима. Негде око 70.000 људи је прошло кроз овај град, велики број њих је добио помоћ и збринут. И данас око 15.000 избеглих и расељених лица живи на подручју општине Лозница.

## Демографија
У насељу Лозница живи 15.855 пунолетних становника, а просечна старост становништва износи 38,3 година (37,3 код мушкараца и 39,3 код жена). У насељу има 6.666 домаћинстава, а просечан број чланова по домаћинству је 2,98.
Ово насеље је великим делом насељено Србима (према попису из 2002. године), а у последња три пописа, примећен је пораст у броју становника.
|             | \| Демографија[6] \| Демографија[6] \| Демографија[6] \| \| Година \| Становника \| Становника \| \| -------------- \| -------------- \| -------------- \| \| 1948. \| 3.226 \| \| \| 1953. \| 5.031 \| \| \| 1961. \| 10.411 \| \| \| 1971. \| 13.871 \| \| \| 1981. \| 17.790 \| \| \| 1991. \| 18.845 \| 18.523 \| \| 2002. \| 19.863 \| 20.419 \| \| 2011. \| 19.212 \| \| \| 2022. \| 19.515 \| \| |            |
| Демографија | |            |
| Година      | Становника | Становника |
| 1948.       | 3.226 |            |
| 1953.       | 5.031 |            |
| 1961.       | 10.411 |            |
| 1971.       | 13.871 |            |
| 1981.       | 17.790 |            |
| 1991.       | 18.845 | 18.523     |
| 2002.       | 19.863 | 20.419     |
| 2011.       | 19.212 |            |
| 2022.       | 19.515 |            |

| Етнички састав према попису из 2002.‍ | Етнички састав према попису из 2002.‍ | Етнички састав према попису из 2002.‍ | Етнички састав према попису из 2002.‍ | Етнички састав према попису из 2002.‍ |
| ------------------------------------ | ------------------------------------ | ------------------------------------ | ------------------------------------ | ------------------------------------ |
|                                      |                                      |                                      |                                      |                                      |
| Срби                                 | Срби                                 |                                      | 18.785                               | 94,57%                               |
| Муслимани                            | Муслимани                            |                                      | 391                                  | 1,96%                                |
| Југословени                          | Југословени                          |                                      | 136                                  | 0,68%                                |
| Црногорци                            | Црногорци                            |                                      | 57                                   | 0,28%                                |
| Хрвати                               | Хрвати                               |                                      | 40                                   | 0,20%                                |
| Роми                                 | Роми                                 |                                      | 28                                   | 0,14%                                |
| Македонци                            | Македонци                            |                                      | 24                                   | 0,12%                                |
| Словенци                             | Словенци                             |                                      | 13                                   | 0,06%                                |
| Немци                                | Немци                                |                                      | 6                                    | 0,03%                                |
| Украјинци                            | Украјинци                            |                                      | 4                                    | 0,02%                                |
| Словаци                              | Словаци                              |                                      | 4                                    | 0,02%                                |
| Руси                                 | Руси                                 |                                      | 4                                    | 0,02%                                |
| Румуни                               | Румуни                               |                                      | 2                                    | 0,01%                                |
| Мађари                               | Мађари                               |                                      | 2                                    | 0,01%                                |
| Бугари                               | Бугари                               |                                      | 2                                    | 0,01%                                |
| Чеси                                 | Чеси                                 |                                      | 1                                    | 0,00%                                |
| непознато                            | непознато                            |                                      | 176                                  | 0,88%                                |

| Година пописа     | 1948. | 1953. | 1961. | 1971. | 1981. | 1991. | 2002. |
| ----------------- | ----- | ----- | ----- | ----- | ----- | ----- | ----- |
| Број домаћинстава | 996   | 1.512 | 3.341 | 4.412 | 5.615 | 5.958 | 6.666 |

| Број чланова      | 1     | 2     | 3     | 4     | 5   | 6   | 7  | 8 | 9 | 10 и више | Просек |
| ----------------- | ----- | ----- | ----- | ----- | --- | --- | -- | - | - | --------- | ------ |
| Број домаћинстава | 1.177 | 1.521 | 1.433 | 1.732 | 518 | 223 | 42 | 9 | 5 | 6         | 2,98   |

| Пол    | Укупно | Неожењен/Неудата | Ожењен/Удата | Удовац/Удовица | Разведен/Разведена | Непознато |
| ------ | ------ | ---------------- | ------------ | -------------- | ------------------ | --------- |
| Мушки  | 7.777  | 2.338            | 4.907        | 288            | 200                | 44        |
| Женски | 8.979  | 2.101            | 5.043        | 1.205          | 563                | 67        |
| УКУПНО | 16.756 | 4.439            | 9.950        | 1.493          | 763                | 111       |

| Пол    | Укупно                    | Пољопривреда, лов и шумарство | Рибарство                            | Вађење руде и камена | Прерађивачка индустрија       |
| ------ | ------------------------- | ----------------------------- | ------------------------------------ | -------------------- | ----------------------------- |
| Мушки  | 3.490                     | 112                           | 1                                    | 20                   | 1.000                         |
| Женски | 3.122                     | 74                            | 0                                    | 13                   | 639                           |
| УКУПНО | 6.612                     | 186                           | 1                                    | 33                   | 1.639                         |
| Пол    | Производња и снабдевање   | Грађевинарство                | Трговина                             | Хотели и ресторани   | Саобраћај, складиштење и везе |
| Мушки  | 201                       | 269                           | 482                                  | 77                   | 195                           |
| Женски | 44                        | 89                            | 610                                  | 103                  | 88                            |
| УКУПНО | 245                       | 358                           | 1.092                                | 180                  | 283                           |
| Пол    | Финансијско посредовање   | Некретнине                    | Државна управа и одбрана             | Образовање           | Здравствени и социјални рад   |
| Мушки  | 43                        | 140                           | 223                                  | 161                  | 144                           |
| Женски | 84                        | 112                           | 142                                  | 362                  | 496                           |
| УКУПНО | 127                       | 252                           | 365                                  | 523                  | 640                           |
| Пол    | Остале услужне активности | Приватна домаћинства          | Екстериторијалне организације и тела | Непознато            | Непознато                     |
| Мушки  | 119                       | 0                             | 0                                    | 303                  | 303                           |
| Женски | 105                       | 0                             | 0                                    | 161                  | 161                           |
| УКУПНО | 224                       | 0                             | 0                                    | 464                  | 464                           |

## Привреда
Највећа лозничка фабрика је била „ХИ вискоза Лозница“ која је основана 1957, запошљавала је преко 10.000 радника у време када је град имао 18.000 становника. Производњом тракторских приколица првенствено, бавила се фабрика „ФАК Лозница“ а текстилном производњом „Мода“.
Италијански произвођач „Golden Lady“ у Лозници производи женске чарапе намењене извозу на тржиште земаља Европске уније. Тренутно запошљава око 1000 радника.
Такође Адиент Аутомативе је трећа по реду основана фабрика у Републици Србији, која своју делатност обавља на територији општине Лозница. Ова компанија броји 1000 запослених, у плану је да се овај број ускоро утростручи.
Такође у Лозници се налази кинеска компанија "минтх". Заузима 25 хектара површине и једна је од највећих инвестиција у целој Србији вредна 150 милиона евра.

## Култура
Сведоци прошлих времена су црква Покрова Пресвете Богородице, манастир Троноша, манастир Чокешина, спомен костурница на Церу, у Текеришу, спомен костурница на Гучеву, споменик и костурница у Драгинцу, као и етно-село Тршић.
Постоји народна епска песма „Бој на Лозници“. Средишња личност ове песме је лознички Војвода из Првог српског устанка Анта Богићевић. Његов гроб се налази уз стару лозничку цркву.
Лозница је родно место Јована Цвијића.
Родно је место Миће Поповића, а у граду постоји истоимена галерија. У Тршићу, недалеко од Лознице је рођен Вук Стефановић Караџић, а близу је и манастир Троноша, место раног Вуковог школовања.
Основна културна манифестација општине Лозница представља традиционални Вуков сабор у Тршићу. Сабор се одржава сваке године у септембру, у недељу пред Малу Госпојину (21. септембра) у знак сећања на Вука Караџића — великана српске културе. То је једна од највећих манифестација у Србији (окупља од 20.000 до 30.000 посетилаца).
У општини Лозница налази се 15 основних школа са издвојеним одељењима и 4 средње школе. У основним школама образује се око 9.000 основаца, а у средњим око 4.500 средњошколаца.
Локални музеј - „Музеј Јадра“ је основан 1987. године у згради старе апотеке.
Ту је и Дом културе „Вук Караџић“, у чијем саставу је „Галерија Мина Караџић“.
- Споменик Јовану Цвијићу
- Споменик Влади Зечевићу
- Споменик Вуку Караџићу
- Споменик Филипу Вишњићу

## Спорт
Лозница је град спорта. Бројни спортски клубови и постигнути резултати, као и велики број такмичења то и потврђује. Најзначајнији спортски клубови су:
- Фудбал: ФК Лозница; ФК Полет - Лозница, ФК Гучево - Бања Ковиљача, ФК Подриње - Лозничко Поље, ФК "Цер" - Јадранска Лешница ФК Слога - Стража; ФК Младост - Доњи Добрић; ФК Борац - Козјак; ФК Младост - Брезјак; ФК Антимон - Зајача; ФК Раднички - Стобекс - Клупци; ФК Борац - Лешница; ФК Јадар - Ступница; ФК Јелав, ФК Јадар - Г. Добрић, ФК Синђелић - Липница, ФК Лук - Воћњак, ФК ТЕ Гучево - Трбушница, ФК Прва Искра - Руњани, ФК Слога - Липнички Шор, ФК Студенац - Г. Ковињача, ФК Слога - Коренита
- Стрељаштво: СОКОЛОВИ - Лозница.
- Кошарка: КК Лозница; ЖКК Лозница.
- Рукомет: МРК Лозница; ЖРК Лозница - град; РК Гучево.
- Одбојка: ОК Лозница; ЖОК Пролетер - Лозница.
- Карате: Лозница;ФК Гучево Бања Ковиљача; Јадар - Драгинац.
- Шах: Лозница; Слога - Липнички Шор; Клупци - 75 - Лозница.
- Бокс: БК Лозница; Кик-бокс клуб - Лешница; Теквондо клуб - Лозница; Нинџуцу клуб - Лозница.
- Параглајдинг клуб: Скај - Лозница.
- Планинарско друштво: Гучево - Лозница.
- Бициклистички клуб: Лозница.
- Куглашки клуб: Лозница.
- Картинг клуб: Лозница.
- Клуб одгајивача голубова писмоноша: Дрина - Лозница.
- АМСК Спедлинг: Лозница.
- Рагби клуб Лозница

## Партнерски градови
- Плоцк, Пољска

## Почасни грађани
- Мића Поповић (1989)[тражи се извор]
- Владимир Путин[9] (2009)

## Познате личности
- Жељко Р. Андрић (1984),  оперски певач, првак и директор Опере Српског народног позоришта у Новом Саду.
- Антоније Богићевић (1758-1813), војвода из Првог српског устанка.
- Светислав Божић (1954), композитор, професор универзитета, академик.
- Ненад Боровчанин (1979), боксер.
- Милош Вујанић (1980), кошаркашки репрезентативац.
- Јанко Вујиновић (1945-2020), књижевник.
- Јасмина Л. Вујић (1953), српско-америчка универзитетска професорка и академик.
- Момчило Гаврић (1906-1993), најмлађи подофицир на свету у току Првог светског рата.
- Александар Глигорић (1973), телевизијски глумац.
- Златко Грушановић (1976), педагог, филолог, писац
- Раде Ђерговић (1948), сатиричар.
- Миломир Ђукановић (1948), књижевник.
- Јован Зебић (1939-2001), економиста и политичар.
- Владимир Зорчић (1941-1995), хаику песник.
- Марко Јањић (1982), позоришни, и телевизијски глумац.
- Иван Јовановић (1962), фудбалер и фудбалски тренер.
- Лука Јовић (1997), фудбалски репрезентативац.
- Вук Караџић (1787-1864), филолог
- Божидар Кићовић (1932-2014), новинар.
- Драган Којић Кеба (1960), певач поп-фолк музике.
- Владимир Коларић, српски прозни и драмски писац, теоретичар уметности и културе и преводилац
- Мирољуб Лазић (1966), шаховски велемајстор, јуниорски првак света у шаху.
- Бранко Лазић (1989), кошаркаш, капитен „Црвене звезде“.
- Немања Максимовић (1995), фудбалски репрезентативац, омладински првак Европе (2013) и света (2015).
- Др Миленко Марин (1891-1975),  управник Лозничке болнице 1924-1954, по њему се до недавно звао лознички Медицински центар.
- Владимир Марић (1972), правник, експерт за ауторско право,
- Драган Марковић (1978), песник, добитник Награде "Бранко Ћопић" и других)
- Бранислав Матић (1965), књижевник, новинар, издавач.
- Немања Милетић (1991), фудбалер.
- Иван Милинковић (1962) певач, бивши солиста групе „Легенде“
- Драган Мићановић (1970), филмски и позоришни глумац.
- Зејна Муркић (1986), певачица, бивши учесник групе „Луна“
- Боривоје Ољачић — Бора (1930), сатиричар и новинар, доајен Радио Београда, добитник награде "Радоје Домановић".
- Драган Пантелић (1951-2021), репрезентативни фудбалски голман.
- Мати Злата Пантелић, игуманија манастира Пресвете Богородице Тројеручице на Авали.
- Милинко Пантић (1966), фудбалер.
- Милутин Поповић Захар (1938), композитор и музичар.
- Мића Поповић (1923-1996), сликар, редитељ.
- Душан Пророковић (1976), политиколог и универзитетски професор.
- Ратко Ристић (1961), професор Шумарског факултета и проректор Универзитета у Београду.
- Синан Сакић (1956-2018), легендарни поп-фолк певач.
- Зоран Старчевић (1958), композитор, музичар, продуцент
- Миомир Самуиловић, оснивач групе "Вожд"
- Светлана Спајић (1971), етно певачица, педагог, драмска уметница.
- Момчило Спремић (1937), историчар, универзитетски професор и академик.
- Зоран Стефановић (1969), писац и културни радник, оснивач „Пројекта Растко“.
- Владимир Стојковић (1983), репрезентативни фудбалски голман.
- Љубомир Ћорилић (1946), песник и новинар.
- Ненад Ћорилић (1975-2022), писац и афористичар.
- Владимир Цветковић (1941), кошаркашки репрезентативац и спортски функционер.
- Јован Цвијић (1865-1927), научник.
- Александар Чотрић (1966), сатиричар и политичар.
- Јевто Савић Чотрић (1767-1820), српски политичар, народни устанички вођа и дипломата.

## Галерија
- Споменик Вуку Стефановићу Караџићу
- Споменик Филипу Вишњићу
- Споменик Анти Богићевићу
- Споменик попу Влади Зечевићу
- Кућа Катића са галеријом Миће Поповића
- Музеј Јадра
- Вуков дом културе
- Библиотека Вуковог завичаја
- Лознички корзо
- Црква Покрова Богородице у Лозници
- Речица Штира
- Основна школа Анта Богићевић
- Главна аутобуска станица
- Бивша фабрика Вискоза
- Трг Вука Стефановића Караџића ноћу
- Базени у Лозници
- Образовање у Лозници
- Споменик страдалима у Бици код Чокешине
- Спомен-костурница на Церу
- Спомен-костурница на Гучеву
- Статуа војводе Степе Степановића